# Getrübte Farbe
Eine getrübte Farbe, auch gebrochene, verhüllte, mitunter gedeckte, abgetönte Farbe, ist durch geringe Helligkeit und geringe Sättigung ausgezeichnet. Tertiärfarben sind meist auch getrübte Farben.

## Farblehre
Wilhelm Ostwald war bei seiner Systematisierung der (Körper-)Farben bei der realen Farbenvielfalt von den Spektralfarben ausgehend auf die Vollfarben, also die gesättigsten, gekommen. Diese lassen sich dann durch Weiß verweißlichen und durch Zusatz von Schwarz verhüllen. Diese verhüllten Farben sind die getrübten Farben. Durch die Einführung des Begriffs Helligkeit in die Farbräume wird diese Verhüllung vom ursprünglichen Abmischen von Farbmitteln mit Schwarz gelöst. Die getrübten Farben liegen in allen Farbräumen in der Nähe der Schwarz-Grau-Weiß-Zone. Beispielhaft dafür ist der HSV-Farbraum geeignet.

## Bunttrüb
Wenn in der subtraktiven Farbmischung alle drei Primärfarben aufeinandertreffen, erhält man die Tertiärfarben. Diese sind grundsätzlich weniger bunt. Erwartungsgemäß ist der Bereich dieser Farben umfangreicher wegen der Kombinationsmöglichkeiten von drei Farben. Diese Gesamtheit lässt sich im CMY-Raum darstellen. Da hierbei die minimale Mischmenge mit Schwarz als Farbtiefe zusammengefasst werden kann, ist die Bildung des CMYK-Farbraumes möglich.

## Schwarztrüb
Alle bunttrüben Farben lassen sich auch durch zwei Primärfarben und ein Schwarz erreichen. Dies ist korrekt, da – zumindest theoretisch – das Schwarz aus einer grundlegenden, aber gleichen Menge aller drei Primärfarben zusammengesetzt ist. Da reale schwarze Farbmittel nicht diese „theoretische Schwärze“ erreichen, erreichen die schwarztrüben Formen eher kalte bis neutrale Mischtöne. Der warme Farbbereich lässt sich dagegen eher aus den drei Grundfarben ermischen.

## Farbmischung
Eine Grundfarbe gemischt mit Schwarz führt zu den schwarztrüben Farben, letztlich zum reinen schwarzen Farbmittel. Entsprechend erhält man die bunttrüben Farben, wenn die Grundfarbe mit komplementären Farben abgemischt wird, hier ist das letztliche Mischergebnis natürlich die komplementäre Farbe.